# Laia Cañigueral i Olivé
Laia Cañigueral i Olivé   (Cassà de la Selva, 11 de març de 1981) és una sociòloga i política catalana d'Esquerra Republicana de Catalunya.
Llicenciada en Sociologia per la Universitat Autònoma de Barcelona, ha complementat la seva formació amb un postgrau en Participació Ciutadana i Desenvolupament Sostenible a la mateixa universitat i amb un altre de Govern Local a la Universitat de Barcelona.
Ha participat, en representació de les JERC, a la Plataforma Aturem la Guerra i a la Plataforma Joves en Defensa de l'Ebre. A més, ha estat membre del Comitè Català al Festival Mundial de la Joventut i els Estudiants de Caracas 2005 i d'Algèria 2001, així com delegada al Fòrum Social Europeu de Londres i al Fòrum Social de la Mediterrània celebrat a Barcelona.

## Trajectòria política
Militant de les JERC des del 1999 i d'Esquerra des del 2000. Ha estat membre de la direcció nacional de les JERC, primer com a secretària nacional d'Universitats i de Moviments Socials i, posteriorment, com a responsable de la secretaria de Relacions Internacionals.
Ha representat les JERC a la llista d'Esquerra de Cassà de la Selva a les eleccions municipals del maig del 2003 i a la llista d'Esquerra per la circumscripció de Girona a les eleccions al Congrés dels Diputats del març del 2004. Del 2008 al 2012, va ser presidenta comarcal d'ERC del Gironès i va ser la número 3 de la llista d'Esquerra per la circumscripció de Girona a les eleccions al Congrés dels Diputats del març d'aquest any.
El 2006, va esdevenir diputada al Congrés dels Diputats en substitució de Francesc Canet i Coma que va deixar l'escó per dedicar-se a les eleccions municipals de Figueres. Cañigueral va ser portaveu de les Comissions d'Educació i Ciència i de Cooperació Internacional per al desenvolupament del Congrés dels Diputats i es va convertir en la diputada més jove al Congrès.
Va ser escollida diputada al Congrés a les eleccions del 28 d'abril de 2019. Des de llavors, és secretària primera i portaveu d'ERC a la Comissió de Salut, Consum i Benestar Social, portaveu d'ERC a la Comissió de les Polítiques Integrals de la Discapacitat i portaveu a la Comissió d'Igualtat.
Va encapçalar la llista del partit en les eleccions al Parlament de Catalunya de 2024 per a la circumscripció de Girona.